# Kadomatsu
Le kadomatsu (門松), littéralement « pin du seuil », est un objet décoratif traditionnel du Nouvel An japonais, généralement fait de pin et de bambou qui représentent respectivement la longévité et la santé. 

## Composition
La composition de cet arrangement floral, issue de l’ikebana et dont l'usage est d'origine chinoise, varie en fonction des régions. Elle peut être faite de pin, de bambou, de châtaignier ou autre[réf. souhaitée], et peut même ne pas contenir de pin du tout. Les boiseries placées au pied du kadomatsu s'appellent toshi-gi (arbre de l'an). La portion centrale est généralement constituée de trois bambous de hauteur différente et symbolise le ciel, la terre et l’humanité. On le place en principe devant la maison, de chaque côté du seuil, du 1er au 7 janvier (voire jusqu'au 15) et sa taille varie en fonction de la richesse de la famille.

## Variations régionales

### Dans le Kanto
Les bambous de ces kadomatsu sont coupés droits, au-dessus d'une section du tronc. On parle de style fushidome (節どめ, ふしどめ). À leur pied, la décoration se limite à des branches de pin. L'ensemble est entouré de paille au pied.

### Dans le Kansai
Les bambous sont taillés en biseau dit sogi-kiri (そぎ切り). L'ensemble est lié au pied par des sections de bambou. En plus des branches de pin, des chrysanthèmes rouges et blancs ou des choux blancs et violets sont placés au pied des bambous. Les branches de pins tendent à être plus longues que dans le Kanto.
Le sanctuaire Nishinomiya à Nishimomiya dans la préfecture de Hyogo reprend ces éléments mais l'ensemble est placé la tête en bas pour "que les kamis ne se piquent pas sur les aiguilles de pin". On parle alors de sakasa kadomatsu (逆さ門松, さかさかどまつ).

### Dans le Tohoku
Le Sendai-kadomatsu diffère notablement des versions du kansai et du kanto. Il est bâti autour de deux branches de chataignier de plusieurs mètres, décorées de branches de pin. Une corde shimenawa est ensuite placée au sommet, soutenue par une tige de bambou,.

### Autres variations
Au-delà de ces versions de taille imposante, des versions bien moins chères et plus petites sont utilisées par les particuliers. Ces versions sont généralement consituées d'une seule branche de pin et peuvent être décorées de fougères, mikan, shide ou autres.

### Exemples

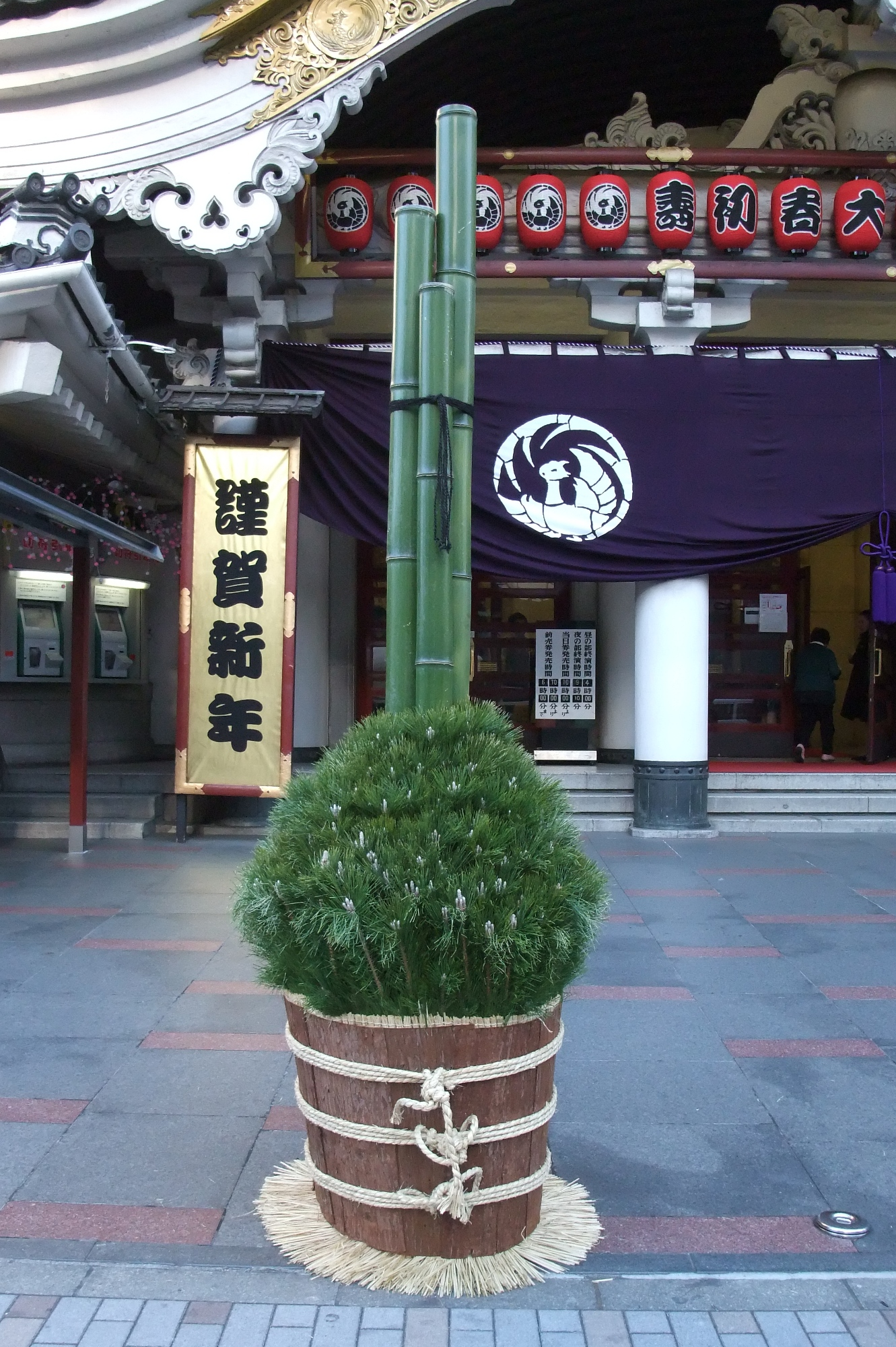
Kadomatsu de style kanto (au Kabuki-za de Tokyo)
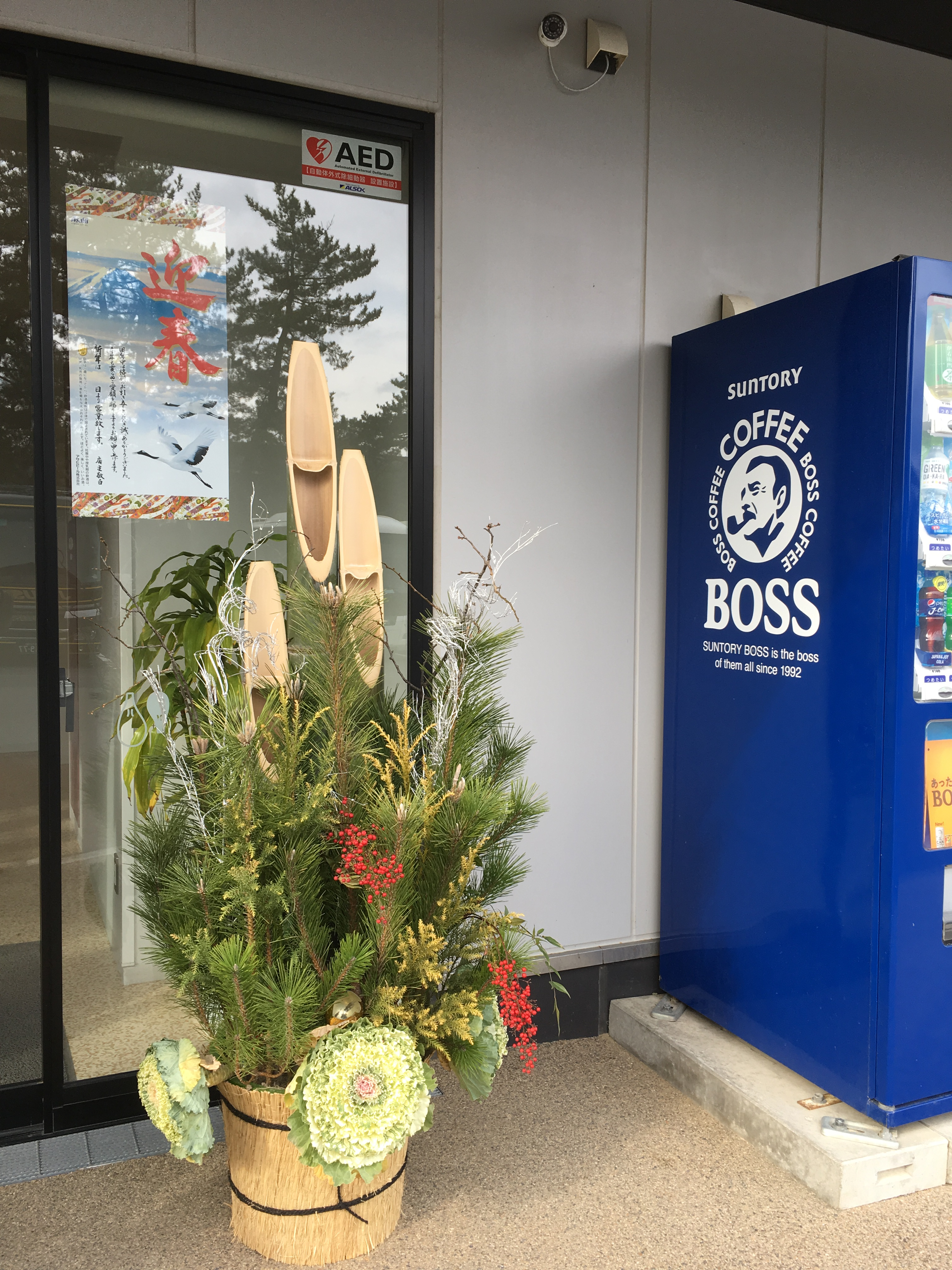
Kadomatsu de style kansai (Tottori)
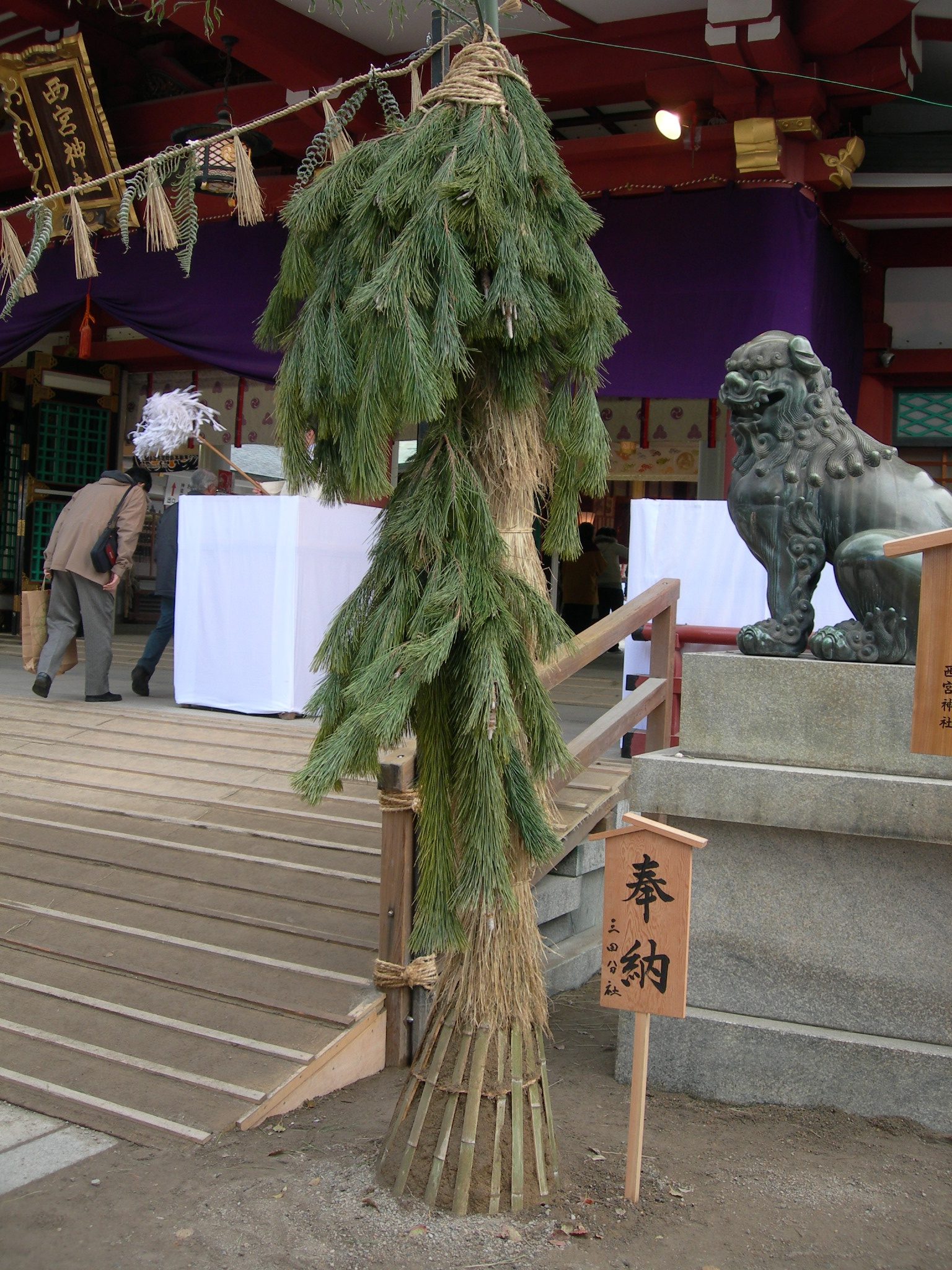
Sakasa-kadomatsu
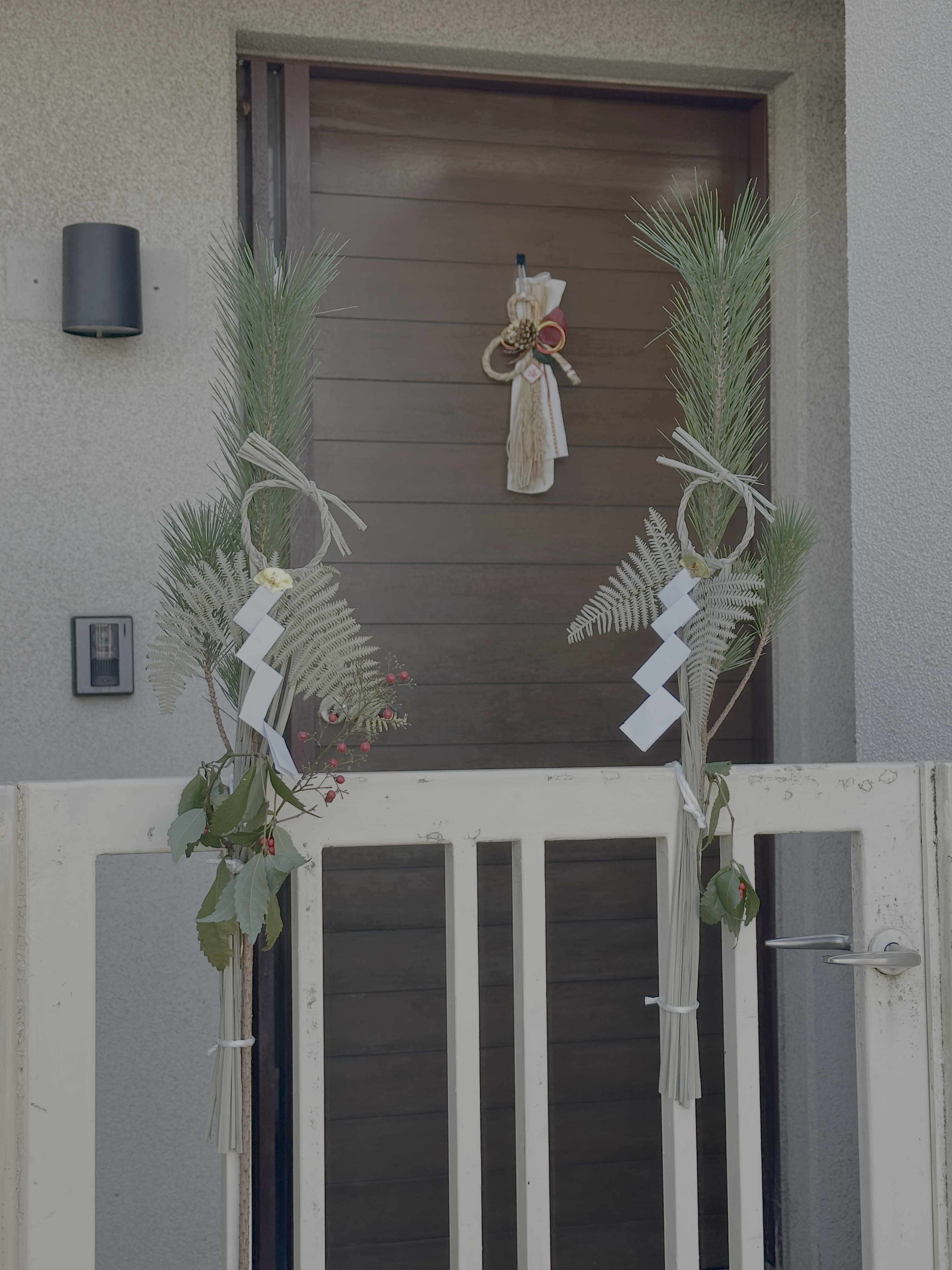
Kadomatsu simple chez un particulier

## Rôle
Il représente la maison temporaire des kamis pour le Nouvel An et peut donc être l'objet d'offrandes et de décorations. Le kadomatsu est ensuite brûlé avec les autres décorations du Nouvel An et la fumée qui s'en échappe permet au kami de l'an de repartir.

## Histoire
Dans certains villages, on commémore l'arrivée des ancêtres de la famille, notamment les Heike (平家), qui, fuyant la guerre, n'auraient pas pu mettre le kadomatsu à temps pour le Nouvel An, en ne mettant volontairement pas de kadomatsu à la porte des maisons.